# Cheiracanthium zhejiangense
Cheiracanthium zhejiangense es una especie de araña araneomorfa del género Cheiracanthium, familia Cheiracanthiidae. Fue descrita científicamente por Hu & Song en 1982.
Habita en China y Corea.